# Рафаел Надал
Рафаел Надал Парера (шп. Rafael Nadal Parera; Манакор, 3. јун 1986) бивши је шпански тенисер. Освојио је 22 титуле у појединачној конкуренцији на гренд слем турнирима, међу којима је и рекордних четрнаест на Отвореном првенству Француске. На олимпијским играма освојио је златне медаље и у појединачној и у игри парова. На првом месту АТП листе провео је укупно 209 недеља. Многи тениски критичари, бивши играчи и саиграчи сматрају Надала једним од најбољих тенисера у историји. Освојио је 36 титула на турнирима АТП мастерс 1000 серије.
Од априла 2005. до маја 2007. године Надал је направио рекорд од 81 везаног добијеног меча на шљаци, пре него што га је Роџер Федерер победио у финалу Мастерс турнира у Хамбургу. Од укупно 92 титуле у каријери, Надал је чак 63 освојио на шљаци (најтрофејнији тенисер у историји на тој подлози), на којој је добио 91,33% мечева. Надал је рекордер по броју освојених титула на Ролан Гаросу. Једине поразе на том гренд слему доживео је 2009. године од Робина Седерлинга у четвртом колу и од Новака Ђоковића у два наврата: 2015. у четвртфиналу и 2021. у полуфиналу. Његов скор на Ролан Гаросу је тренутно 112 победа уз 3 пораза. Због ових достигнућа на шљаци, Надал се сматра највећим тенисером свих времена на тој подлози, као и један од највећих тенисера свих времена уопште. Надал је постао први тенисер још од Бјерна Борга 1980. који је у истој години освојио и Ролан Гарос и Вимблдон.
Победом на Ролан Гаросу 2017. Надал је постао први тенисер у мушкој конкуренцији који је на једном гренд слему тријумфовао десет пута. Надал и Новак Ђоковић тако су једини играчи у историји тениса коју су освајали један гренд слем десет или више пута.
Тениско ривалство између Надала и Роџера Федерера једно је од највећих у историји. Такође, има развијено ривалство са Новаком Ђоковићем, против ког је играо чак 59 пута, што представља највећи број мечева између два тенисера у опен ери.

## Породица, детињство и младост
Рафаел Надал је рођен у Манакору, Мајорка, као син Себастијана Надала и Ане Марије Перера. Има млађу сестру која се зове Марија Исабел. Његов стриц, Мигел Анхел, бивши професионални фудбалер, који је својевремено играо за ФК Мајорку, ФК Барселону и шпанску фудбалску репрезентацију. Надал је навијач ФК Мајорке и Реал Мадрида. Његов други стриц, Тони Надал, који је и сам био тенисер, показао је трогодишњем Рафаелу како се игра тенис, и од тада га тренира. Тони је веровао да је Надал природан таленат за тенис, док је Надал више желео да игра фудбал. Када је Надал имао пет година, почео је двапут недељно да одлази у локални тениски клуб да тренира, а са осам година био је нападач који обећава, тренирајући у локалном фудбалском клубу. Са осам година, освојио је регионално тениско такмичење за дечаке испод 12 година. Са 12 година, Надал је освајао разна јуниорска тениска такмичења у Шпанији и Европи, а истовремено је тренирао и фудбал. Међутим, отац му је рекао да мора да бира између фудбала и тениса, како његово образовање не би трпело. Надал је изабрао тенис.
Када је имао 14 година, Шпанска тениска федерација је инсистирала да Надал напусти Мајорку и пресели се у њихов тениски камп у Барселони, како би више тренирао и напредовао. Његови родитељи и стричеви одбили су овај захтев, што значи да је Надал добијао мање финансијске подршке од ШТФ, тако да је Рафаелов отац Себастијан морао сам да покрије све трошкове. Са 16 година, Надал је доспео на листу Топ 50 најбољих тенисера света.

## Каријера

### Почеци
Док је Рафаел био још дете, његов стриц и тренер Тони Надал научио га је да игра левом руком, иако је Рафаел дешњак. Тони је сматрао да ће његов дворучни бекенд имати користи од његове јаке десне руке.
Рафаел Надал је са 12 година одлучио да се бави тенисом, а не фудбалом. Тони му је био главни тренер, али је такође током два лета тренирао на тениском кампу Ника Болетијерија. У мају 2001. победио је освајача гренд слем турнира Пета Кеша у егзибиционом мечу на шљаци.

### 2002—2004.
У априлу 2002. године, Надал је победио у свом првом мечу на професионалном турниру. Победивши Рамона Делгада, постао је девети играч у историји Опен ере који је то урадио пре свог шеснаестог рођендана. Године 2003, освојио је два челенџера и завршио сезону међу педесет најбољих на АТП листи. На дебитантском наступу на Вимблдону, Надал је постао најмлађи играч који је стигао до трећег кола турнира још од Бориса Бекера 1984.
Године 2004. Надал је одиграо први меч против првопласираног на АТП листи, Роџера Федерера на Мајами мастерсу и победио га без изгубљеног сета. Потом је пропустио већи део сезоне који се играо на теренима са шљаком, укључујући и Ролан Гарос, због напукнућа чланка леве ноге.

### 2005. Први гренд слем трофеј, 11 титула
Нову сезону Надал је почео поразима после велике борбе од Лејтона Хјуита на Отвореном првенству Аустралије и од Федерера у финалу Мајами мастерса. Многи тениски стручњаци сматрају да ова два турнира представљају пробој Надала на светску тениску сцену.
Надал је доминирао пролећним делом сезоне, који се играо на земљаној подлози. Победио је у 24 узастопна меча, срушивши рекорд Андреа Агасија. Надал је освојио турнир у Барселони и свој први турнир из АТП Мастерс серије у Монте Карлу. Захваљујући овим победама, Надал је заузео пето место на АТП листи, и постао један од фаворита за освајање Отвореног првенства Француске.
На свој 19. рођендан, Надал је победио Роџера Федерера у полуфиналу Ролан Гароса, спречавајући га да освоји једини гренд слем турнир који му је недостајао. Два дана касније, Надал је поразио Маријана Пуерту у финалу, постајући први мушки тенисер који је освојио Отворено првенство Француске на свом првом наступу на том турниру, још од Матса Виландера (1982), и први тинејџер који је освојио гренд слем турнир још од Пита Сампраса, који је 1990. године освојио Отворено првенство САД са 19 година. Захваљујући освајању Ролан Гароса, Надал је постао трећи тенисер света.
Три дана након освајања Ролан Гароса, Надалова серија од 24 победе прекинута је поразом у првом колу на турниру у Халеу, који се игра на травнатој подлози. Такође је поражен од Жила Милера у другом колу Вимблдона 2005. Одмах након Вимблдона, Надал је победио у шеснаест узастопних мечева и освојио три узастопна турнира. Освојивши турнире у Бештаду и Штутгарту, Надал је постао други тенисер света 25. јула 2005. године. Са 19 година, једним месецом и 22 дана, постао је трећи тинејџер који је достигао друго место на АТП листи, након Бориса Бекера (18 година, девет месеци, 17 дана) и Бјерна Борга (18 година, 10 месеци и два дана).
Надал је почео своју северноамеричку турнеју победивши Агасија у финалу АТП Мастерс турнира у Монтреалу, али је на Синсинати мастерсу изгубио већ у првом колу. Именован је за другог носиоца на Отвореном првенство САД, али га је 49. тенисер света Џејмс Блејк поразио у мечу трећег кола у четири сета. Надал је након тог турнира играо само још три те године.
У септембру, савладао је Гиљерма Корију у финалу Отвореном првенству Кине и победио у оба своја Дејвис куп меча против Италије. У октобру, освојио је своју четврту титулу из АТП Мастерс серије, поразивши Ивана Љубичића у финалу Мадрид мастерса. Након тога, Надал је повредио стопало, због чега је био приморан да откаже учешће на завршном АТП турниру.
И Надал и Федерер су освојили једанаест титула и четири титуле из АТП Мастерс серије 2005. године. Осам титула Надал је освојио на шљаци, а три на тврдом терену. Победио је у 79 мечева, и по томе је био на другом месту иза Федерера, који је победио у 81 мечу. Освојио је награду „Golden Bagel“, јер је једанаест пута освојио сет резултатом 6:0. Такође је достигао највишу позицију на АТП листи у историји шпанског тениса, и освојио АТП награду за тенисера који је највише напредовао.

### 2006. Одбрана Ролан Гароса, вимблдонско финале
Због повреде стопала, Надал је пропустио Отворено првенство Аустралије те године. У фебруару, изгубио је у полуфиналу свог првог турнира у сезони, у Марсељу. Две недеље касније, нанео је Роџеру Федереру први пораз у сезони у финалу турнира у турнира у Дубаију. Надал је затим изгубио у полуфиналу Индијан Велс мастерса и другом колу Мајами мастерса.
Надал је затим победио у двадесет и четири мечева на шљаци. Победио је Федерера у финалу Монте Карло мастерса, као и Томија Робреда у финалу турнира у Барселони. Након недељу дана паузе, Надал је освојио Рим мастерс, победивши у финалу Роџера Федерера у пет сетова, изједначивши рекорд Бјерна Борга од 16 освојених титула у тинејџерским годинама. Победивши у првом колу на Отвореном првенству Француске, изједначио је рекорд Гиљерма Виласа, победивши у 53 узастопна меча на шљаци. Надал је поново стигао до финала, у ком је савладао Федерера у четири сета. Вилас му је предао трофеј Ролан Гароса, али је касније прокоментарисао да је његов рекорд јачи од Надаловог јер је Надал рекорд изједначавао две године, а Вилас је то постигао у једној години. Надал је у финалу Отвореног првенства Француске, поставши тако први тенисер који је победио Федерера у финалу једног гренд слема. Такође је постао најмлађи шампион Ролан Гароса који је освојио две узастопне титуле (још од Борга 1974-75).
Надал је повредио раме у четвртфиналном мечу турнира у Квинс Клабу, који је играо против Лејтона Хјуита. Није могао да заврши меч, и тиме је прекинуо свој низ од 26 узастопних победа. Био је именован за другог носиоца на Вимблдону 2006, али је замало изгубио у мечу другог кола од Роберта Кендрика, који је до учешћа дошао квалификацијама. Кендрик је освојио два сета и био на два поена од победе, али се Надал вратио у меч и освојио га у пет сетова. У трећем колу, Надал је победио 20. тенисера света Андреа Агасија у Агасијевом последњем мечу на Вимблдону. Достигавши финале, Надал је постао први шпански тенисер од Мануела Сантане 1966. године који је то учинио. Федерер га је поразио у финалу у четири сета. Федерер и Надал су једини тенисери у Опен ери који су достигли финале Вимблдона одмах након што су играли један против другога у финалу Отвореног првенства Француске.
Надал је играо на само два турнира пре Отвореног првенства САД. Изгубио је у трећем колу Канада мастерса и у четвртфиналу Синсинати мастерса. Такође је достигао четвртфинале на Отвореном првенству САД.
Надал је играо само три турнира до краја године. Јоаким Јохансон, 690. играч света, победио је Надала у другом колу Стокхолм опена. Наредне недеље, Томаш Бердих га је поразио у четвртфиналу Мадрид мастерса, последњег Мастерс турнира у сезони. На завршном АТП шампионату, Тенис Мастерс Купу, изгубио је један меч и победио у два меча у такмичењу по групама. У првом мечу га је поразио Џејмс Блејк, а затим је победио Томија Робреда и Николаја Давиденка. Достигао је полуфинале, у ком га је поразио Федерер. Ово је био Надалов трећи пораз у девет мечева против Федерера.
Надал је постао први тенисер од Андреа Агасија (1994—95) који је другу годину у низу завршио на другом месту АТП листе.

### 2007. Трећа титула у Паризу, ново вимблдонско финале
Надал је почео годину играјући на шест турнира на тврдој подлози. Изгубио је у полуфиналу на свом првом турниру, у првом колу на другом, и у четвртфиналу Отвореног првенства Аустралије од каснијег финалисте Фернанда Гонзалеза. Након што је поражен у четвртфинала турнира у турнира у Дубаију, освојио је Индијан Велс мастерс. На наредном турниру, Мајами мастерсу, Новак Ђоковић га је поразио у четвртфиналу.
Имао је много више успеха на турнирима на шљаци. Освојио је Монте Карло мастерс, турнир у Барселони и Рим мастерс, а затим га је Роџер Федерер поразио у финалу Хамбург мастерса. Овај пораз прекинуо је низ од 81 Надалове победе на шљаци. Надал је по трећи пут у својој каријери освојио Отворено првенство Француске, победивши Федерера у финалу. У међувремену, Надал је победио Федерера на егзибиционом турниру на Мајорци, на терену чија је једна половина била травната, а друга земљана.
Надал је другу годину заредом играо на турниру у Квинс Клабу, на ком је изгубио у четвртфиналу. Другу годину заредом, Федерер га је поразио у финалу Вимблдона, у пет сетова. Ово је било прво Федерерово финале на Вимблдону које је добио у пет сетова још од Вимблдона 2001.
У јулу, Надал је освојио турнир у Штутгарту, што је била и његова последња титула те године. Такође је био полуфиналиста Канада мастерса, а изгубио је у првом колу Синсинати мастерса и у четвртом колу Отвореног првенства Сједињених Држава (од 15. тенисера света Давида Ферера). Након месец дана паузе, изгубио је од Давида Налбандијана у четвртфиналу Мадрид мастерса и у финалу Париз мастерса. Након што је победио у сва три меча у такмичењу по групама, Надал је изгубио у полуфиналу Тенис Мастерс Купа од Роџера Федерера.
Током друге половине године, Надал је патио од повреде колена, коју је задобио током финала Вимблдона. Постојале су гласине да је све то последица још увек незалечене повреде стопала коју је задобио крајем 2005. године. Надалов представник за јавност је ово негирао, а сам Надал је рекао да је прича „тотална лаж“.

### 2008. Пробој на врх, титула на Вимблдону, олимпијско злато
Надал је годину отпочео у индијском Ченаију, где га је Михаил Јужњи поразио у финалу. Надал је доспео до полуфинала Отвореног првенства Аустралије по први пут у каријери, али га је поразио Жо-Вилфред Цонга. Такође је стигао до финала Мајами мастерса по други пут, али га је победио Николај Давиденко.
Током пролећног дела сезоне на шљаци, Надал је освојио четири титуле и победио Роџера Федерера у три финала. Победио је Федерера у финалу Монте Карло мастерса трећу годину за редом, поставши рекордер по броју узастопних освојених титула на мастерс турниру у Монте Карлу. Победио је у два сета, иако је Федерер у једном тренутку у другом сету водио 4:0. Затим је освојио четврту узастопну титулу на турниру у Барселони. Неколико недеља касније, Надал је освојио своју прву титулу на Хамбург мастерсу, победивши Федерера у финалном мечу у три сета. Освојио је и Отворено првенство Француске, постајући тек пети играч у историји опен ере који је освојио један гренд слем турнир без изгубљеног сета. У том финалу, Федерер је успео да освоји само четири гема. Ово је била Надалова четврта узастопна титула на Отвореном првенству Француске, чиме је изједначио рекорд Бјерна Борга. Надал је такође постао четврти тенисер у опен ери који је освојио један гренд слем турнир четири године узастопно (пре њега, то су учинили Борг, Пит Сампрас и Федерер).
Надал је затим, трећу годину у низу, играо против Федерера у финалу Вимблдона. Овај меч многи сматрају најбољим мечем ових тенисера. Надал је иза себе имао серију од 23 победе, укључујући и његову прву титулу на травнатој подлози (у Квинс Клабу). Федерер је освојио своју пету узастопну титулу на турниру у Халеу, на ком му противник ниједном није одузео сервис. Такође, Федерер је дошао до финала Вимблдона без изгубљеног сета. За разлику од њихових претходних вимблдонских финала, Федерер није био фаворит, и многи аналитичари сматрали су да Надал има више шанси да освоји титулу. Играли су најдуже финале у историји Вимблдона, а због периодичне појаве кише, Надал је освојио пети сет са 9:7 готово по мраку. Меч је назван најбољим и највећим финалом Вимблдона икада, а неки га чак називају највећим мечем у тениској историји. Освојивши Вимблдон, Надал је постао трећи тенисер у историји опен ере да освоји Отворено првенство Француске и Вимблдон у истој години (након Рода Лејвера 1969, и Бјерна Борга 1978. и 1980. године), као и други Шпанац који је освојио Вимблдон. Надал је такође прекинуо Федереров низ од пет узастопних победа на Вимблдону и 65 узастопних победа на травнатој подлози. Такође, постао је први тенисер који се задржао на другој позицији АТП листе три године у низу (од 25. јуна 2005. до 24. јула 2008).
Након Вимблдона, Надал је направио низ од 32 узастопне победе. Освојио је Роџерс Куп по други пут у каријери и дошаодо полуфинала Синсинати мастерса. Као резултат своје добре игре и Федерерових пораза у раним фазама турнира, Надал је преузео прво место на АТП листи 18. августа 2008. године, сменивши Федерера на тој позицији након четири и по године. Надал је такође пети леворуки тенисер који је стигао до првог места, први након Чилеанца Марсела Риоса 1998. године. Остали леворуки тенисери који су заузимали прво место били су Аустријанац Томас Мустер (1996) и Американци Џон Мекинро (1980) и Џими Конорс (1974).
На Олимпијским играма у Пекингу, Надал је победио српског тенисера Новака Ђоковића у полуфиналу са 6:4, 1:6, 6:4, и Чилеанца Фернанда Гонзалеза у финалу, освојивши златну олимпијску медаљу. Надал је тако постао први тенисер који је освојио олимпијско злато, а био је међу пет најбољих тенисера на АТП листи. На Отвореном првенству САД, Надал је био по први пут био први носилац на једном гренд слем турниру. Изгубио је у полуфиналу од Ендија Марија, који га је савладао у четири сета (6:2, 7:6(5), 4:6, 6:4). Надал је затим играо полуфинале Дејвис купа против САД, и заједно са шпанским тимом се пласирао у финале.
На Мадрид мастерсу, Надала је у полуфиналу поразио Жил Симон. Упркос овом поразу, Надал је захваљујући добрим резултатима током године постао први Шпанац који ће годину завршити на првом месту. На Париз мастерсу, Надал је дошао до четвртфинала, али је предао меч Николају Давиденку због повреде колена. Због повреде колена, Надал је био приморан да откаже учешће на завршном Мастерс турниру у Шангају и у финалу Дејвис купа против Аргентине.
Годину по први пут завршава као први играч света. За собом је оставио веома успешну сезону, у којој је освојио два гренд слема (Ролан Гарос и Вимблдон), олимпијско злато, четири Мастерса (Мајами, Монте Карло, Хамбург и Торонто), турнир у Барселони (АТП 500) и турнир у Квинсу (АТП 250).

### 2009. Титула на Отвореном првенству Аустралије
Након што је изгубио од Ендија Марија у финалу егзибиционог турнира у Абу Дабију, Надал је почео да игра на званичним АТП турнирима. На првом турниру на коме је играо, Отвореном првенству Катара у Дохи, изгубио је од Гаела Монфиса у четвртфиналу. У мечу првог кола, Надал је поразио Фабриса Сантороа са 6:0, 6:1 за само 46 минута, а затим је добио награду АТП за светског тениског шампиона. Надал је, ипак, освојио титулу на на том турниру у конкуренцији мушких парова. Заједно са Марком Лопезом, поразио је први пар света, Данијела Нестора и Ненада Зимоњића.
На први гренд слем турнир сезоне, Отворено првенство Аустралије, дошао као први играч света. Лако је прошао до полуфинала где се састао са сународником Вердаском, и у веома драматичним мечу тријумфовао за финале: 6:7(4), 6:4, 7:6(2), 6:7(1), 6:4.
У финалу се састао са тада другим рекетом планете, великим ривалом, Роџером Федерером. У напетом мечу Надал је изашао као победник: 7:5, 3:6, 7:6(3), 3:6, 6:2 и тиме освојио први гренд слем турнир сезоне. Такође, ово је био Надалов први освојени гренд слем на тврдој подлози. Тако је постао четврти играч у историји који је освојио гренд слемове на три различите подлоге (шљаци, трави и тврдој подлози).
Следећи турнир је играо у Ротердаму. У финалу је изгубио од Марија. Због повреде десног колена повукао се са тениског турнира у Дубаију.
На Мастерсу у Индијан Велсу је у четвртом колу морао да спаси пет меч лопти против Давида Налбандијана, али је на крају успео да победи. После тога је савладао Хуана Мартина дел Потра, Ендија Родика, и, у финалу, Ендија Марија. Тако је освојио први Мастерс турнир у сезони. У Мајамију је у четвртфиналу доживео пораз од дел Потра.
После тога, Надал је освојио три турнира на шљаци: Монте Карло (победивши Ђоковића у финалу), Барселону (победивши Ферера) и Рим (поново победивши Ђоковића). Освајањем своје пете узастопне титуле у Монте Карлу, Надал је постао једини играч који има пет узастопних победа на неком Мастерс турниру. У полуфиналу Мастерса у Мадриду Надал је играо против Ђоковића и победио спасавши три меч лопте. Тај меч је трајао преко четири сата. У финалу је, међутим, изгубио од Федерера. Федерер је овом победом зауставио Надалов низ од пет победа у међусобним дуелима.
Гренд слем на подлози коју највише воли - шљаци (Ролан Гарос), завршава резултатом: 2:6, 7:6(2), 4:6, 6:7(2) од Робина Седерлинга (који касније завршава као другопласирани) већ у четвртом колу.
Титулу освојену годину дана раније није имао прилику да брани, јер је због повреде отказао учешће на Вимблдону. Тада је изгубио 2000 поена и пао на другу позицију, иза Федерера.
Надал је бранио прошлогодишњу титулу на Роџерс купу у Торонту, али је у четвртфиналу изгубио од дел Потра. Овим поразом изгубио је бодове, па је пао на треће место, иза Ендија Марија, 17. августа 2009.
На Отворено првенство САД долази као трећи носилац. Први сет изгубио је је већ у другом колу од Немца Кифера, иако је меч лако решио: 6:0, 3:6, 6:3, 6:4. У полуфиналу је претрпео можда највећи пораз каријере: 2:6, 2:6, 2:6 против Дел Потра (касније победника на турниру). Пошто је Мари рано испао са овог гренд слема, Надал је успео да поврати друго место на АТП листи само две недеље након што ју је изгубио.
На Завршном мастерсу као други носилац није остварио ниједну победу у групи Б. Изгубио је од Ђоковића (3) резултатом 6:7(5:7), 3:6, од Давиденка (6) 1:6, 6:7(4:7) и Седерлинга 4:6, 4:6.
Ове сезоне Надал је играо и за шпанску репрезентацију на Дејвис купу. У марту је играо осмину финала против Србије и победио Новака Ђоковића и Јанка Типсаревића, тако обезбедивши пласман у четвртфинале. У финалу је Шпанија играла против Чешке и Надал је победио Томаша Бердиха и Јана Хајека. Шпанија је освојила Дејвис куп резултатом 5:0.
Надал је у 2009. освојио, поред Отворено првенство Аустралије, и Индијан Велс, Монте Карло, Рим и Барселону (500 серије). Годину је завршио као други играч света.

### 2010. Три гренд слема на три подлоге, каријерски гренд слем
Надал је сезону почео на егзибиционом турниру у Абу Дабију, где је у финалу савладао Робина Седерлинга и тако по први пут освојио овај турнир.
После тога је играо Отворено првенство Катара (АТП 250 турнир). У полуфиналу је победио Виктора Троицког, 6:1, 6:3. У финалу га је поразио Николај Давиденко, иако је Надал имао две меч лопте у другом сету. Коначан резултат је био 6:0, 6:7(8), 4:6.
На Отвореном првенству Аустралије Надал лако стиже до трећег кола, где губи један сет од Филипа Колшрајбера. У четвртом колу му Иво Карловић такође узима један сет. Због повреде колена предао је четвртфинални меч Ендију Марију, при вођству од 2:0 у сетовима за Марија. Како је био освојио овај турнир прошле године, изгубио је поене и пао на треће место АТП листе, иза Новака Ђоковића.
Затим је играо прва два Мастерса у сезони: Индијан Велс и Мајами. На Индијан Велсу је изгубио у полуфиналу од Ивана Љубичића. Ипак, Надал је заједно са Марком Лопезом освојио Индијан Велс у дублу. У финалу су победили први пар света, Данијела Нестора и Ненада Зимоњића. Са турнира у Мајамију га је избацио Енди Родик, касније шампион, у полуфиналу.
У 2010. Надал је освојио сва три шљакаста Мастерс турнира (Монте Карло, Рим и Мадрид) и тако оправдао титулу „Краља шљаке“. У финалу Монте Карла је победио сународника Фернанда Вердаска 6:0, 6:1. Овом победом Надал је освојио Монте Карло по шести пут и тако постао једини играч у Опен ери који је освојио неки турнир шест пута узастопно (од 2005. до 2010). У финалу Рима победио је Давида Ферера 7:5, 6:2, а у финалу Мадрида Роџера Федерера 6:4, 7:6(5). Победом у Мадриду Надал је освојио рекордни 18. Мастерс турнир и повратио другу позицију АТП листе.
Ролан Гарос био је успешан за Надала. Тамо је био постављен за другог носиоца. Очекивало се још једно финале између Федерера и Надала, али је Федерера у четвртфиналу поразио прошлогодишњи финалиста Робин Седерлинг. Надал и Седерлинг су се суочили у финалу где му се Рафа реванширао за прошлогодишњи (и једини) пораз на истом гренд слему. Победио је са 6:4, 6:2, 6:4. Овом победом Надал је повратио прво место АТП листе. Постао је први играч који је везао сва три шљакаста Мастерс турнира и Ролан Гарос, што су у медијима назвали Шљакаст слем (Clay Slam). Такође је постао први играч који је у шест година освојио пет Ролан Гароса.
Као загревање за Вимблдон играо је турнир у Квинс Клабу где је испао у четвртфиналу од Фелисијана Лопеза.
На Вимблдону је Надал имао тежи пут до финала него на Ролан Гаросу јер је већ у другом колу одиграо 5 сетова: 5:7, 6:2, 3:6, 6:0, 6:3 за тесну победу против Холанђана Хасеа. Није имао лак посао ни у трећој рунди где је умало савладан од стране Немца Печнера: 6:4, 4:6, 6:7(5), 6:2, 6:3. Надал се у четвртфиналу састао са Седерлингом и у четири сета лако прошао даље: 3:6, 6:3, 7:6(4), 6:1. За пораз у Аустралији Марију се реванширао управо овде: 6:4, 7:6(6), 6:4. У финалу се састао са изненађењем турнира: Чехом, Томашом Бердихом, који је раније елиминисао Федерера. Надал је и њега савладао и други пут тријумфовао на најпрестижнијем турниру на свету: 6:3, 7:5, 6:4.
После Вимблдона Надал је играо на Роџерс купу и у Синсинатију. На Роџерс купу је испао у полуфиналу од Марија. Британац је тако постао једини играч који је у овој сезони имао више од једне победе над Надалом. Такође, Надал се на овом турниру удружио са Новаком Ђоковићем и такмичио у дублу. Ово је био први пут после 1976. да се два тако високо рангирана играча удружују у дубл тим, још од Џимија Конорса и Артура Еша. Међутим, Новак и Рафа су испали већ у првом колу. У Синсинатију је Надала у четвртфиналу избацио Маркос Багдатис.
На Отвореном првенству САД Надал је прошао до финала без изгубљеног сета, успут савладавши Габашвилија, Истомина, Симона, Лопеза, Вердаска и Јужног. Тек је у финалу играо у четири сета, али је свеједно савладао Новака Ђоковића са 6:4, 5:7, 6:4, 6:2. Надал је тада имао освојена сва четери гренд слем турнира, што му је уз златну олимпијску медаљу из 2008. донело златни слем, који је пре њега имао само Андре Агаси.
Азијску серију је почео играјући на Тајланд опену у Бангкоку, где га је у полуфиналу победио Гиљермо Гарсија-Лопез.
Потом је играо на турниру у Токију где је у финалу савладао Монфиса 6:1, 7:5. На Шангај мастерсу Рафу је у 3. колу избацио Јирген Мелцер.
На Завршном мастерсу у Лондону је био далеко успешнији него лане. Групу А пролази као 1. са три победе, Над Ђоковићем (3): 7:5, 6:2, над Бердихом (6): 7:6(3), 6:1 и над Родиком (8): 3:6, 7:6(5), 6:4. Полуфинале је добио тешко против Марија (4): 7:6(5), 3:6, 7:6(6). У финалу се састаје са Роџером Федерером и тај меч губи са 3:6, 6:3, 1:6.
Ова сезона била је једна од најбољих у Надаловој каријери: освојио је 3 гренд слема, Монте Карло, Рим и Мадрид, као и Токио (500). Годину завршава на првом месту.

### 2011. Шести Ролан Гарос
Надал започиње сезону на егзибиционом турниру у Абу Дабију. У полуфиналу је победио Томаша Бердиха и изборио се за своје треће узастопно финале на овом турниру. У финалу је славио против Федерера са 7:6(4), 7:6(3). Ово је била Надалова друга титула у Абу Дабију.
Потом Рафа учествује на турниру у Дохи, Катару. Након што је тешко стигао до полуфинала, изгубио је од Давиденка са 3:6, 2:6. Међутим, поново осваја овај турнир у дублу заједно са Марком Лопезом.
На првом грен слем турниру сезоне, Надал почиње фуриозно: у првој рунди му меч предаје Бразилац Данијел, при резултату 6:0, 5:0. Боље није прошао ни Свитинг који је узео свега 4 гема првом носиоцу: 6:2, 6:1, 6:1. Надал лако добија и Аустралијанца хрватског порекла Бернарда Томића, а потом и Хрвата Марина Чилића. Надал такмичење завршава већ у четвртфиналу од сународника Ферера, и то веома лако: 6:4, 6:2, 6:3.
На турниру у Индијан Велсу Надал побеђује Дел Потра у полуфиналу и тако прекида низ од три победе Аргентинца у међусобним дуелима. У финалу се састаје са Новаком Ђоковићем, али губи резултатом 6:4, 3:6, 2:6. Ово је била прва победа Ђоковића над Надалом у финалу неког турнира.
На турниру у Мајамију Надал побеђује Нишикорија, Лопеза, Долгополова, Бердиха и Федерера. У финалу се по други пут у две недеље састаје са Ђоковићем, али поново губи, овог пута са 6:4, 3:6, 6:7.
Надал започиње сезону шљаке на Мастерсу у Монте Карлу, где је већ имао рекордних шест титула. Осваја га и седми пут, овог пута победивши Ферера са 6:4, 7:5. Нико пре тога у Опен ери није освојио исти турнир седам пута заредом.
Затим Надал осваја и турнир у Барселони. У финалу је поново победио Ферера, овог пута убедљивије, 6:2, 6:4. Ово је била његова шеста титула у Барселони.
Следећа два Мастерса на шљаци, Мадрид и Рим, губи у финалу, оба од Новака Ђоковића. Ово су биле Ђоковићеве прве победе против Надала на шљаци, и то обе у два сета.
Једини освојени грен слем у 2011, Ролан Гарос, Надал почиње у тесном мечу са високим Американцем Џоном Изнером: 6:4, 6:7(2), 6:7(2), 6:2, 6:4 у корист Шпанца. Надал лако пролази до полуфинала избацивши Седерлинга и Марија без изгубљеног сета. У финалу се састаје са Федерером и по четврти пут га спречава у освајању Ролан Гароса: 7:5, 7:6(3), 5:7, 6:1. Освојивши свој шести Ролан Гарос, Надал изједначује рекорд Бјерна Борга са бројем титула на овом гренд слему.
На Вимблдону, као први носилац, Надал први сет губи тек у четвртфиналу против Американца Фиша: 6:3, 6:3, 5:7, 6:4, а потом и од Марија у полуфиналу: 5:7, 6:2, 6:2, 6:4. Финале губи против Ђоковића, по пети пут у сезони: 6:4, 6:1, 1:6, 6:3. Ђоковић овом победом узима 1. место светске АТП листе и претиче Надала на њој.
Следећа два турнира играо је на Мастерсима у Торонту и Синсинатију, али је у оба испао пре полуфинала. У Канади га је победио Иван Додиг, а у Синсинатију Марди Фиш.
На Ју-Ес опену поред Надаловог имена стајао је број 2. Први озбиљни испит на Флешинг Медоусу за Надала је био Енди Мари у полуфиналу које Надал добија са: 6:4, 6:2, 3:6, 6:2. У финалу је играо против Ђоковића који је великим преокретом избацио Федерера. Надал финале губи резултатом 3:1: 6:2, 6:4, 6:7(3), 6:1.
Азијску серију је започео у Токију, где је бранио титулу, али је финале изгубио од Марија. У Шангају га је у трећој рунди победио Немац Флоријан Мајер резултатом 6:7(5), 3:6.
На Завршном мастерсу, у групи Б са њим су се нашли Федерер (4), Цонга (6) и Фиш (8). Надал добија једино Фиша у три сета: 6:2, 3:6, 7:6(3). Три сета је играо и са Цонгом, али је меч завршен неповољно по њега: 7:6(2), 4:6, 6:3 за француског представника. Од Федерера је изгубио резултатом 6:3, 6:0.
Сезону савршава тамо где ју је и почео, на егзибиционом турниру у Абу Дабију, коју је са јануара померен за децембар. Побеђује Цонгу у четвртфиналу, али испада од Ферера у полуфиналу. У мечу за треће место Надал је доминирао против Федерера и победио са 6:1, 7:5.
Као и претходних година, играо је за шпанску Дејвис куп репрезентацију, и помогао јој у освајању турнира.
Иако је у 2011. играо чак 10 финала, добио је само 3 (Монте Карло, Барселона, Ролан Гарос), а изгубио чак 7 (Индијан Велс, Мајами, Мадрид, Рим, Вимблдон, УС опен и Токио). Годину је завршио на другом месту.

### 2012. Рекорд на Ролан Гаросу, пауза због повреде
На Отвореном првенству Аустралије Надал је лако прошао до четвртфинала где је имао тешку битку у 4 сета са Томашом Бердихом: 6:7(5), 7:6(6), 6:4, 6:3. Полуфинале није било толико неизвесно јер је Федерер све што је имао показао у првом сету: 6:7(5), 6:2, 7:6(5), 6:4. „Атомски тенис“ био је на програму у финалу: Новак Ђоковић је после много обрта поново победио Надала, седми пут узастопно: 5:7, 6:4, 6:2, 6:7(5), 7:5. Ово је било најдуже финале неког гренд слем турнира и трајало је 5 сати и 53 минута.
Из полуфинала на Индијан Велсу избацио га је Федерер. Са турнира у Мајамију се повукао због повреде.
На Мастерс турниру у Монте Карлу, Надал је још једном, осми пут заредом, узео титулу. У финалу је победио Ђоковића (6:3, 6:1) и тако прекинуо његов низ од седам победа.
Надал је играо на АТП 500 турниру у Барселони. У финалу је победио Давида Ферера и тако освојио овај турнир по седми пут у протеклих осам година. Са Мастерса у Мадриду га је у трећем колу избацио Фернандо Вердаско. У Риму је поново славио против Ђоковића, 7:5, 6:4.
Без изгубљеног сета је стигао у финале Ролан Гароса. Победио је Италијана Симона Болелија у првом, а затим Узбекистанца Дениса Истомина у другом колу. Потом су следиле победе над два Аргентинца, Едуардом Шванком и Хуаном Монаком. У наредне две фазе Надал је савладао своје земљаке, Николаса Алмагра и Давида Ферера. Четврто узастопно гренд слем финале је играо против Новака Ђоковића. У прва два сета Надал је сигурно играо и освојио их са 6:4 и 6:3. У трећем сету Надал је направио брејк на почетку и повео са 2:0, али Ђоковић тада осваја шест узастопних гемова и смањује предност на 2:1 у сетовима. Меч је прекинут због кише при Ђоковићевом вођству од 2:1 у четвртом сету и настављен је следећег дана. Надал успева да освоји и четврти сет, и тако постаје играч са највише титула на Ролан Гаросу (7), а изједначује рекорд Пита Сампраса (што је касније те године урадио и Федерер) по броју титула на било ком гренд слем турниру.
После Ролан Гароса, а као припрему за Вимблдон, Надал игра турнир на трави у Халеу. Ту га је избацио Филип Колшрајбер у четвртфиналу.
На Вимблдону Надал доживљава пораз од Чеха Лукаша Росола (тада пласираног на 100. место АТП листе) који у другом колу прави изненађење турнира: 6:7(9), 6:4, 6:4, 2:6, 6:4. Сам Росол је учешће завршио већ у следећем колу.
У медијима су почеле шпекулације о Надаловој повреди колена која се и раније појављивала. Надалов тим је издао саопштење да Рафа јесте повређен, али нису прецизирали тежину повреде. Касније је утврђено да Рафа пати од Хофа синдрома. Надал је због повреде отказао учешће и на Олимпијским играма као и Отвореном првенству САД и свим припремним турнирима за тај гренд слем. Није се појавио ни на једном турниру након Вимблдона. Такође је отказао учешће на завршном турниру сезоне.
Иако је Рафин повратак био неколико пута најављиван и одлаган, од Вимблдона није одиграо ниједан турнир до краја сезоне. Ипак, имао је иза себе успешну „полусезону“ у којој је освојио Мастерсе у Монте Карлу и Риму, Отворено првенство Барселоне и Ролан Гарос. Годину завршава на четвртом месту АТП листе, јер га је Енди Мари претекао након освајања Отвореног првенства САД.

### 2013. Повратак на прво место, два гренд слема, 10 титула
Надалов повратак је био планиран за Отворено првенство Аустралије, али је учешће на првом гренд слему у сезони Шпанац отказао због стомачног вируса, који му је онемогућио потпуни опоравак после повреде колена. Пошто је изгубио поене од прошлогодишњег финала које није могао да брани, пао је на 5. место АТП листе, иза Давида Ферера. Ово је био први пут да је Надал ван прва четири места још од 2005. године
Надал се вратио на терен почетком фебруара. Као припрему за Мастерс турнире одлучио је да учествује на јужноамеричким турнирима на шљаци. На Отвореном првенству Чилеа је стигао до финала, где је поражен од Орасија Зебаљоса. На истом турниру је учествовао у конкуренцији парова заједно са Хуаном Монаком, али су их у финалу поразили Италијани Потито Стараће и Паоло Лоренци. Потом Надал игра турнир у Сао Паулу, који осваја, а у финалу је савладао Давида Налбандијана. После два турнира из 250 серије, Надал је учествовао на једном из 500 серије — Акапулку. Без изгубљеног сета је стигао до финала, у ком је сународнику Фереру препустио само два гема, за своју другу титулу у години.
Свој повратак Надал је крунисао титулом на првом Мастерсу у сезони, Индијан Велсу. У осмини финала је после неизвесног меча победио Ернеста Гулбиса у три сета. У четвртфиналу се суочио са старим ривалом, Роџером Федерером. Надал је однео деветнаесту победу у 29 међусобних сусрета резултатом 6:4, 6:2. У полуфиналу, Надал је савладао Томаша Бердиха у два сета, а у финалу Хуана Мартина Дел Потра у три сета. Мастерс у Мајамију Надал је одлучио да прескочи.
Мастерсе на шљаци Надал је почео у Монте Карлу, где је имао рекордних осам узастопних титула. У прва два меча противници су му били Маринко Матошевић из Аустралије и Немац Филип Колшрајбер. Надал је оба меча решио у своју корист без већих проблема. У четвртфиналу Бугарин Григор Димитров је задао доста мука Надалу, али он је ипак успео да победи резултатом 6:2, 2:6, 6:4. Полуфинале Шпанац добија против Цонге са 6:3, 7:6. Надал је био у прилици да продужи свој рекорд на девет узастопних титула, али је његов низ у два сета прекинуо Новак Ђоковић. Следеће недеље Надал осваја турнир у Барселони, продуживши свој рекорд на том турниру осмом победом. У финалу је победио свог сународника Николаса Алмагра са 2:0 у сетовима.
Након Барселоне уследио је турнир у Мадриду. Рафаел је све до четвртфинала имао лаган посао, а онда је играо против Ферера. Први сет је изгубио са 6:4, у другом сету је успео да се поврати у тајбрејку са 7:6(3) и последњи сет је добио са 6:0. Полуфинале је играо против свог сународника Пабла Андухара и добио је рутински, 6:0, 6:4. Финале против Станисласа Вавринке добио је са 6:2 6:4. Надал је тиме освојио своју другу титулу у Мадриду, откад се турнир игра на шљаци.
Следеће недеље је почео наредни Мастерс турнир, у Риму. Први меч против Фоњинија Надал је решио у два сета. У следећем колу играо је против Летонца Ернеста Гулбиса. Гулбис је освојио први сет са 6:1 и био близу брејка у другом и трећем, али је на крају Шпанац преокренуо резултат. Четвртфинале Надал је играо против Ферера, и, као у Мадриду, победио са 2:1. У полуфиналу се суочио са Бердихом, који је после преокрета избацио Новака Ђоковића. Надал је добио тај меч у два сета. У финалу се састао са Роџером Федерером. Швајцарац је пружио слаб отпор, што је омогућило Надалу да освоји турнир резултатом 6:1, 6:3.
На Ролан Гаросу Надал је био постављен за трећег носиоца, због одустајања Ендија Марија. У прва два кола морао је да преокреће резултат против Немца Брандса и Словака Клижана, јер је губио први сет са 4:6. У следеће две фазе такмичења Надал је победио Фоњинија и Нишикорија без изгубљеног сета. У четвртфиналу је убедљиво савладао Станисалса Вавринку резултатом 6:2, 6:3, 6:1. Полуфинале је Надалу донело нови окршај са Новаком Ђоковићем. Иако је Рафаел освојио први сет, Новак је у следећем поравнао резултат на 1:1. Шпанац је направио два брејка у трећем сету и освојио га са 6:1, а у следећем је при резултату 6:5 сервирао за меч. Међутим, Србин је успео да врати брејк и добије сет у тај-брејку. У петом сету Ђоковић је имао брејк предности, али се Надал вратио у игру при резултату 4:3 и, искористивши противникове грешке, привео меч крају резултатом 6:4, 3:6, 6:1, 6:7(3), 9:7. Надал је у финалу славио против Ферера са максималних 3:0 и тако освојио свој осми Ролан Гарос и дванаесту гренд слем титулу. Постао је први играч у Опен ери који је освојио неки гренд слем турнир осам пута.
Од свог повратка на АТП турнеју, Надал је играо девет турнира и на сваком стизао до финала, освојивши седам. Овај низ је неочекивано прекинут већ у првом колу Вимблдона, у ком је Белгијанац Стив Дарсис победио Надала са 3:0 у сетовима. Био је то други пораз пре трећег кола за Шпанца у две године. Како је Роџер Федерер испао у другом колу, био је ово први турнир још од Вимблдона 2004. да се ни Надал ни Федерер нису домогли четвртфинала.
Америчка серија 2013. била је најбоља у Надаловој каријери. Успео је да освоји сва три највећа турнира — Мастерсе у Монтреалу и Синисинатију и Отворено првенство САД. У Канади је у полуфиналу после неизвесног меча савладао Новака Ђоковића 6:4, 3:6, 7:6(2), а у финалу домаћег играча Милоша Раонића са убедљивих 6:2, 6:2. У Синисинатију је у четвртфиналу савладао Роџера Федерера по трећи пут у сезони. Овога пута Швајцарац је успео да одузме сет Шпанцу, али више од тога није могао. У финалу је Надал победио домаћег тенисера Џона Изнера, који је претходно избацио Новака Ђоковића и Хуана Мартина дел Потра. Занимљиво је да је Надал најбољег тај-брејк играча света добио управо у два „тринаеста гема“. Освојивши Синсинати, Надал је дошао до освојених седам од могућих девет турнира из Мастерс 1000 серије. На последњем грен слем турниру сезоне Рафаел Надал је био постављен за другог носиоца. Прошао је до финала уз само један изгубљен сет, против Филипа Колшрајбера у четвртом колу. У финалу се поново, после 2010. и 2011. године сусрео са Новаком Ђоковићем и успео да га добије резултатом 3:1. Тиме је освојио тринаесту гренд слем титулу у каријери и другу у сезони. Како није учествовао на америчкој серији турнира претходне године, Надал је освојио укупно 4000 поена и стигао надомак првог места АТП листе.
Током јесењег дела сезоне, Надал је стигао до још два финала и два полуфинала, али није успео да освоји ниједну титулу. У Пекингу (АТП 500) је самим пласманом у финале стигао до првог места на АТП листи, први пут од јула 2011. године. Изгубио је у мечу за титулу од одлазећег броја један, Новака Ђоковића, резултатом 3:6, 4:6. На Мастерсу у Шангају Надал је био постављен за другог носиоца, јер је жреб био одређен пре његовог доласка на чело АТП листе. У четвртфиналу је победио Станисласа Вавринку са 7:6(10), 6:1, поново онемогућивши Швајцарца да освоји макар један сет у међусобним сусретима. У полуфиналу је Хуан Мартин дел Потро одиграо један од најбољих мечева у сезони и елиминисао првог тенисера света са 6:2, 6:4.
На Мастерсу у Паризу Надал је имао прилику да освоји шести турнир из ове категорије у сезони и тиме обори рекорд Новака Ђоковића, али је изгубио од Давида Ферера у полуфиналу. Ферер је тиме прекинуо низ од 9 пораза у међусобним дуелима. На Завршном турниру сезоне Надал је био распоређен у групу са Бердихом, Вавринком и Ферером. Једини сет је изгубио од Бердиха, пласиравши се у полуфинале као победник групе. Потом је савладао Роџера Федерера, по четврти пут у сезони, а први пут у дворани. Тиме је Надал стигао до свог другог финала на Мастерс купу, једином већем турниру који још није освојио. У томе је поново спречен, овог пута од Новака Ђоковића, који је одбранио титулу са 6:3, 6:4.
Ова сезона је била једна од најбољих у каријери Рафаела Надала. Након што се у фебруару вратио после седмомесечне паузе, одиграо је седамнаест турнира, и само на три није успео да се пласира у финале, а само на једном у полуфинале. Освојио је десет титула, од тога две на гренд слем турнирима (Ролан Гарос, Отворено првенство САД), а пет на Мастерсима, изједначивши рекорд Новака Ђоковића. Сезону је завршио на челу АТП листе, по трећи пут у каријери.

### 2014. Девети Ролан Гарос и проблеми са повредама
Надал је почео сезону на турниру из Серије 250 у Дохи, престоници Катара, који је освојио, победивши у финалу Гаела Монфиса у три сета. На првом гренд слем турниру у години, Отвореном првенству Аустралије, Надал је био постављен за првог носиоца. Стигао је до четвртфинала без изгубљеног сета. У прва два кола је победио два млада домаћа тенисера, Бернарда Томића (који му је предао меч после првог сета) и Танасија Кокинакиса. Посебно убедљив Надал је био против Гаела Монфиса у трећем колу, где је изгубио само шест гемова. У осмини финала Шпанац се сусрео са Кејом Нишикоријем. Јапанац је пружио отпор у сва три сета, али то није било довољно за њихово освајање, те је коначан резултат гласио 7:6(3), 7:5, 7:6(3). Први сет на турниру Рафаел је изгубио у четвртфиналу, против Григора Димитрова. У том мечу се први тенисер света мучио са жуљевима, али је успео да добије Бугарина са 3:6, 7:6(3), 7:6(7), 6:2. Полуфинале је Надалу донело нови окршај са Роџером Федерером. Успео је да забележи пету узастопну победу и девету у њихових једанаест сусрета на гренд слем турнирима, и тек други пут победи Швајцарца са 3:0. У финалу, трећем за Надала у Мелбурну, противник је био највеће изненађење турнира, Станислас Вавринка, који је претходно успео да избаци троструког браниоца титуле, Новака Ђоковића, као и Томаша Бердиха. Упркос чињеници да је Надал био убедљиви фаворит (посебно с обзиром на то да Вавринка није узео ни сет Шпанцу у претходних 12 сусрета), Швајцарац је успео да однесе победу резултатом 6:3, 6:2, 3:6, 6:3. Надал је овиме први пут изгубио гренд слем финале против некога ко није Федерер или Ђоковић. Ваврника је био први победник на једном од највећих турнира ван „Велике четворке“ (Ђоковић, Федерер, Мари, Надал) још од Отвореног првенства САД 2009.
Након пораза у финалу првог грен слема сезоне, Надал је учествовао на турниру у Рио Де Жанејру на коме је освојио титулу, победивши украјинског тенисера Александра Долгополова у финалу резултатом 6:3, 7:6. На првом Мастерс турниру сезоне у Индијан Велсу, Шпанац је поражен већ у трећем колу, и то управо од Долгополова, који му се тако реванширао за пораз у финалу турнира у Рију. Први тенисер света остварио је много бољи наступ на Мастерс турниру у Мајамију на коме је стигао до финала у коме је поражен од Новака Ђоковића резултатом 3:6, 3:6. Надал тако није успео да оствари тријумф на турниру у Мајамију на коме је до тада већ одиграо четири финала.
Сезону турнира на земљаној подлози Надал је отпочео на трећем мастерсу сезоне у Монте Карлу који је то тада освајао рекордних осам пута. Међутим, Надал је поражен већ у четвртфиналу од свог земљака Давида Ферера, изгубвши у два сета, 6:7, 4:6.
Да се Шпанац не налази у доброј форми на својој омиљеној подлози дошло је до изражаја и на турниру серије 500 у Барселони, на коме је такође пехар подизао осам пута. Исто у четвртфиналу, Надал је поново поражен од земљака Николаса Алмагра 6:2, 6:7, 4:6.
У финалу мастерса у Мадриду, Надалу је због повреде меч предао Јапанац Кеи Нишикори, након што је освојио први сет са 6:2, други изгубио са 4:6 док је у трећем Надал водио са 3:0. Титула у Мадриду била је 27. Надалова Мастерс титула, чиме се учврстио на првој позицији по броју освојених Мастерс турнира.
Следеће недеље, Надал је доживео нови пораз од Новака Ђоковића у финалу мастерса у Риму. Ђоковић је савладао Надала са 4:6, 6:3, 6:3, и тако онемогућио Шпанца да по осми пут тријумфује у вечном граду.
Надал је наступ на другом грен слему сезоне, Ролан Гаросу, отворио као први носилац. У своја прва четири меча, Надал није изгубио ни сет, добивши на путу до четвртфинала Робија Ђинеприја, Доминика Тима, Леонарда Мајера и српског тенисера Душана Лајовића. У четвртфиналу, Надал је победио Давида Ферера са 3:1, по сетовима 4:6, 6:4, 6:0, 6:1. У полуфиналу, бранилац титуле лако је славио против осмог носиоца, Британца Ендија Марија са 6:3, 6:2, 6:1.
У великом финалу Надал се састао са Новаком Ђоковићем. Надал и Ђоковић налазили су у том тренутку на прве две позиције на АТП листи, а у финалу Ролан Гароса играли су свој 42. дуел. Надал је играо своје девето финале на Ролан Гаросу, и претходно никад није поражен у мечу за титулу, док је Новак био у свом другом финалу у Паризу, после 2012. када је поражен од Надала.
Ђоковић је боље отворио финале и добио први сет са 6:3, али је у наставку Надал узвратио, освојивши следећа два сета са 7:5 и 6:2. Надал је добио и четврти сет са 6:4 чиме је освојио рекордну девету титулу на Ролан Гаросу.
Након освајања своје 14. грен слем титуле, чиме се на другом месту по освојеним титулама на грен слемовима изједначио са Питом Сампрасом, Рафаел је сезону на трави отворио наступом на турниру у Халеу, у склопу припрема за Вимблдон. Надал је такмичење завршио већ на старту, поразом од Немца Дастина Брауна, 4:6, 1:6.
На Вимблдону Надал није био један од највећих фаворита за титулу, имајући у виду његове проблеме на травнатој подлози и чињеницу да још од пораза у финалу 2011. (када је поражен од Ђоковића) није прошао даље од другог кола. Шпанац је имао доста проблема у раним рундама, те је у четвртом колу поражен од младог Аустралијанца Ника Киријоса у четири сета, 6:7, 7:5, 6:7, 3:6. Поразом на Вимблдону, на коме је касније Новак Ђоковић освојио титулу, Надал је изгубио прво место на АТП листи, на које се Ђоковић вратио 7. јула 2014.
У наставку сезоне, Надал је имао пуно проблема са повредама, те се повукао са Мастерс турнира у Торонту и Синсинатију због повреде зглоба. На овим турнирима Надал је бранио титуле. Надал се повукао и са последњег грен слема сезоне, Ју-Ес Опен-а, где тако није бранио титулу освојену 2013 (победа у финалу против Ђоковића).
Након опоравка од повреде, Надал се вратио на терене на турниру у Пекингу где је поражен у четвртфиналу од Мартина Клижана из Словачке. До нових проблема дошло је на мастерсу у Шангају, на коме је Надал елиминисан на старту, поразом од земљака Фелисијана Лопеза. Надалу је дијагностиковано запаљење слепог црева, али упркос томе, наступио је на турниру у Базелу где је елиминисан у четвртфиналу од хрватског играча Борне Ћорића.
Надал је објавио да ће се подвргнути операцији слепог црева те је завршио сезону отказавши наступе на мастерсу у Паризу и АТП финалу у Лондону, завршивши сезону као трећи тенисер света.

### 2015. Пад форме и ренкинга
Након операције слепог црева, Надал се вратио на терен на старту сезоне у Дохи. У свом првом наступу, популарни "Рафа" састао се са 127. тенисером света, Михајлом Берером. Надал је убедљиво добио први сет са 6:1, међутим, у наставку се видело да су повреде у дуга пауза оставиле трага, те је Шпанац поражен већ у свом првом мечу по повратку на терен. (6:1, 3:6, 4:6).
На првом грен слему сезоне у Аустралији, Надал је постављен за трећег носиоца. У свом првом наступу, Надал је лако савладао руског тенисера Михајла Јужног са 6:3, 6:2, 6:2. Међутим, већ у следећој рунди, Надал је имао много проблема са релативно анонимним америчким играчем Тимом Смичеком, кога је победио тек после пет сетова, 6:2, 3:6, 6:7, 6:3, 7:5. Након лаке победе у трећем колу против Дудија Селе (6:1, 6:0, 7:5), Надал је у четвртом колу победио Кевина Андерсона из Јужне Африке, 7:5, 6:1, 6:4, али је у четвртфиналу доживео убедљив пораз од седмог носиоца Томаша Бердиха, 2:6, 0:6, 6:7.
Иако очекиван, лагани Надалов пораз од Бердиха потврдио је да се Шпанац не налази у доброј форми.
После наступа у Мелбурну, Надал је у фебруару играо на турниру у Рију. Евидентан пад у Надаловој игри постао је очигледан након пораза од Италијана Фабија Фоњинија у полуфиналу, 6:1, 2:6, 5:7. Поправио је Надал утисак освајањем титуле на турниру серије 250 у Буенос Ајресу, и победом над домаћим тенисером, Хуаном Монаком, 6:4, 6:1 у финалу тог турнира. Међутим, већ на северно америчкој турнеји, постало је очигледно да се Шпанац налази у озбиљној кризи. После пораза од Милоша Раонића у четвртфиналу Индијан Велса, Надал је поражен већ у трећем колу Мајамија од Фернанда Вердаска (4:6, 6:2, 3:6). Овим поразом, Надал је пао на пето место светске ранг листе.
На мастерсу у Монте Карлу Надал је дошао до полуфинала у коме се по 43. пут састао са Новаком Ђоковићем, првим тенисером света. Ђоковић је меч лако решио у своју корист резултатом 6:3, 6:3, па је тако постало јасно да Надал више није конкурентан Србину чак ни на шљаци.
До новог разочарења дошло је на турниру у Барселони где је Шпанца поново савладао Фоњини са 6:4, 7:6.
Ипак, деловало је да је Надал подигао форму на домаћем терену у Мадриду, пошто је стигао до финала без изгубљеног сета. Без обзира, Надал је у финалу доживео убедљив пораз од Ендија Марија који га је савладао са 6:3, 6:2. Мари претходно није добио Надала на шљаци. Пораз у Мадриду значио је и пад на седмо место АТП листе, чиме се Надал нашао на свом најнижем ренкингу још од 2005. године.
Већ на Мастерсу у Риму Надал је доживео нови пораз у четвртфиналу од Швајцарца Стана Вавринке у два сета, 6:7 и 2:6.
Можда по први пут у својој каријери, Надал није дошао на Ролан Гарос као највећи фаворит, чему је допринела и чињеница да је био постављен тек за шестог носиоца. Захваљујући слабијем ренкингу, Надал се нашао у истој четвртини жреба са првим носиоцем, Новаком Ђоковићем.
У прва три кола, Шпанац је савладао Квентина Халиса, Николаса Алмагра и Андреја Кузњецова, све са по 3:0 у сетовима. У осмини финала, Надал је био бољи од Американца Џека Сока са 6:3, 6:1, 5:7, 6:2.
По 44. пут, у четвртфиналу састали су се Надал и Ђоковић али је већ од самог старта било јасно да ослабљени Надал неће бити у могућности да пружи већи отпор најбољем тенисеру света. Ђоковић је славио са 7:5, 6:3, 6:1, наневши тако тек други пораз Надалу на Ролан Гаросу, први после шест година и пораза од Робина Содерлинга 2009.
Овим поразом, Надал је пао на десето место АТП листе пошто је на Ролан Гаросу бранио титулу. Такође, поразом Ђоковића, прекинут је Надалов низ од тридесетдевет узастопних победа на Ролан Гаросу.
Можда и неочекивано, Надал је освојио турнир серије 250 у Штутгарту, који се играо на травнатој подлози. У финалу је Надал савладао српског тенисера Виктора Троицког. У склопу припрема за Вимблдон, Надал је поражен на старту турнира у Квинсу од Александра Долгополова.
На трећем грен слему сезоне, Вимблдону, Шпанац је доживео нову рану елиминацију када је у другом колу изгубио од Дастина Брауна са 5:7, 6:3, 4:6, 4:6.
После испадања на Вимблдону, Надал је поново заиграо на шљаци, па је на турниру категорије 500 у Хамбургу освојио титулу, победом над Фабиом Фоњинијем у финалу са 7:5, 7:5. Била је то тек трећа Надалова титула у 2015.
Да се налази у дужем паду форме, Надал је потврдио поразима на америчкој турнеји. На Мастерсу у Монтреалу, Надала је у четвртфиналу савладао Кеи Нишикори са 6:2, 6:4, док га је у Синсинатију у трећем колу победио Фелисијано Лопез резултатом 7:5, 4:6, 7:6.
Као осми тенисер света, Надал је наступао на Ју-Ес Опен-у. Такмичење је завршио већ у трећем колу, након још једног пораза од Фабија Фоњинија, и то после вођства од 2:0 у сетовима. Фоњини је славио са 3:6, 4:6, 6:4, 6:3, 6:4.
Последњи део сезоне, Надал је почео на турниру у Пекингу где је у финалу убедљиво поражен од Новака Ђоковића у њиховом 45. дуелу. Новак је добио меч са убедљивих 6:2, 6:2.
Ипак, Надал је благо подигао форму па је стигао до полуфинала мастерса у Шангају где је поражен од Жо Вилфреда Цонге са 4:6, 6:0, 5:7. На турниру у Базелу Надал је играо финале у коме је бољи био Роџер Федерер резултатом 6:3, 5:7, 6:3. Био је први сусрет два велика ривала још од полуфинала Аустралијан Опен-а 2014. године и победе Надала у три сета.
Последњи Мастерс у сезони у Паризу Надал је завршио поразом у четвртфиналу од Стана Вавринке у два тај брејка.
Добру игру Надал је показао на завршном мастерсу у О2 Арени у Лондону. У оквиру такмичења по групама Надал је забележио максималних три победа, савладавши Вавринку (6:3, 6:2), Марија (6:4, 6:1) и Ферера (6:7, 6:3, 6:4) али је у полуфиналу доживео нови пораз од Новака Ђоковића.
Ђоковић је решио меч у своју корист резултатом 6:3, 6:3.
Тениску 2015. Надал је окончао као пети играч света, уз само три освојене титуле, од којих ниједну на највећим турнирима, мастерсима и грен слемовима.

### 2016. 28. Мастерс титула и олимпијско злато у дублу
Да ће се можда вратити у своју препознатљиву форму Надал је наговестио освајањем егзибиционог турнира у Абу Дабију где је у финалу био бољи од Милоша Раонића. На првом званичном турниру у 2016. у Дохи, Надал је стигао до финала и 47. дуела са Ђоковићем у коме је Шпанац декласиран резултатом 6:1 и 6:2.
Наступ на Аустралијан Опену Надал је окончао већ на самом старту, шокантним поразом од земљака Фернанда Вердаска. Нервозног Надала, Вердаско је савладао са 7:6, 4:6, 3:6, 7:6 и 6:2, реванширавши се тако Надалу за пораз који му је овај нанео у епском дуелу такође у Мелбурну, у полуфиналу 2009. године.
У наставку сезоне, Надал је наступао на турнирима у Јужној Америци, међутим, да се поново налази у паду форме показали су порази у полуфиналима Буенос Ајреса и Рија. У престоници Аргентине од Надала је био бољи млади Аустријанац Доминик Тим, после три сета, 6:4, 4:6, 7:6, док је у Рију Надал доживео нови неочекиван пораз од Пабла Куеваса, такође после три одиграна сета.
Такмичење на првом мастерсу сезоне у Индијан Велсу Надал је почео победом над Жилом Милером из Луксембурга, да би се у другом колу осветио Вердаску за тежак пораз на старту Аустралијан Опена. Надала је у полуфиналу зауставио Новак Ђоковић, поново у два сета, 7:6 и 6:2. Био је то њихов 48. међусобни дуел а Ђоковић тренутно води са 25:23 у победама.
На мастерсу у Мајамију, Надал је био приморан да преда меч Босанском тенисеру Дамиру Џумхуру после освојеног првог и изгубљеног другог сета.
У априлу, Надал је тријумфовао на мастерсу Монте Карлу, окончавши период од скоро две године без веће титуле. Надал је тако освојио девети Монте Карло и 28. Мастерс у каријери, па тако тренутно дели први позицију са Новаком Ђоковићем. Овим тријумфом, Надал је такође освојио 48. титулу на шљаци, чиме се приближио на само један тријумф од рекорда Гиљерма Виљаса од освојених 49. титула на земљаној подлози.
Надал је нову титулу освојио у Барселони, где је, као и у Монте Карлу, освојио девету титулу, у свом 101. финалу у каријери. Надал је у финалу савладао Кеија Нишикорија, 6:4, 7:5. Надал је тако освојио 69. титулу у каријери и изједначио рекорд Гиљерма Виљаса са 49. освојених титула на шљаци.
У наставку сезоне на шљаци, Надал је наступао на Мастерс турниру у Мадриду, где је поражен у четвртфиналу од Андија Марија, по сетовима 5:7 и 4:6. На мастерсу у Риму, Надала је савладао Ђоковић, резултатом 7:5, 7:6(4) у њиховом 49. међусобном дуелу.

#### Нови проблеми са повредама
Надал је наступ на Ролан Гаросу отпочео убедљивим победама над Аустралијанцем Семом Гротом, 6:1, 6:1, 6:1 и Аргентинцем Факундом Бањисом, 6:3, 6:0, 6:3, али се повукао са турнира због повреде ручног зглоба. Шпанац је затим отказао учешће на трећем грен слем турниру сезоне, Вимблдону.
Надал се на Летњим олимпијским играма у Рију такмичио у три конкуренције, мушком синглу, дублу и микс дублу.
Надал је са Марком Лопезом освојио златну олимпијску медаљу у дублу. Надал и Лопез победили су румунски дубл тим, Флорина Мергеу и Орију Текау, савладавши их у финалу резултатом 2:1, по сетовима 6:2, 3:6 и 6:4 Надал је тако освојио своје друго олимпијско злато.
Након Олимпијских игара, Надал се вратио на АТП тур наступом на мастерсу у Синсинатију, где је поражен у трећем колу од Хрвата, Борне Ћорића. Шпанац није успео да пронађе праву форму ни на Ју-Ес Опену. На последњем грен слем турниру у сезони, Надал је изгубио већ у четвртом колу од Луке Пуја, 1:6, 6:2, 4:6, 6:3, 6:7(6). До краја сезоне, Надал је играо на турнирима у Азији, Пекингу и Шангају.
Сезону је завршио поразом од Виктора Троицког. Надал је тако одлучио да не игра до краја сезоне, да би се боље опоравио од повреде и припремио за следећу сезону.

### 2017. Два гренд слема, повратак на прво место
Повратак на терен, Надал је отпочео на егзибиционом турниру у Абу Дабију на коме је освојио титулу, победивши Белгијанца Давида Гофана у финалу. У склопу припрема за први грен слем сезоне, Отворено првенство Аустралије, Надал је наступао у Бризбејну. У четвртфиналу је поражен од Милоша Раонића.
У Мелбурну је Надал стигао до свог првог гренд слем финала још од Ролан Гароса 2014. али је меч за титулу изгубио од свог највећег ривала Роџера Федерера после велике борбе у пет сетова, 6-4, 3-6, 6-1, 3-6, 6-3.
У наставку сезоне Надал је бележио добре резултате. У финалу турнира у Акапулку је поражен од Сема Кверија, док је на мастерсу у Индијан Велсу заустављен у четвртом колу, после новог пораза од Федерера. На Мастерс турниру у Мајамију Надал је одиграо своје пето финале, али Федерер је поново био бољи и славио у два сета.
Сезону на својој омиљеној подлози, шљаци, Надал је отпочео рекордном десетом титулом на мастерсу у Монте Карлу, поставши тако први тенисер у историји који је на једном турниру освојио двоцифрени број титула.
Да је поново у својој препознатљивој форми на шљаци, Надал је потврдио освајањем десете титуле у Барселони.
Надал је освојио своју 30. мастерс титулу у Мадриду, тако се изједначивши са Ђоковићем по укупном броју освојених мастерса. У Мадриду је савладао Ђоковића у полуфиналу, први пут после финала Ролан Гароса 2014, а у финалу је победио Аустријанца Доминика Тима у два сета. Титулом у Мадриду Надал је освојио своју 72. титулу и каријери и 52. на шљаци.

Наступ на Мастерс турниру у Риму, Надал је завршио неочекиваним поразом од Доминика Тима у четвртфиналу.
Рафа је затим наступао на другом гренд слему сезоне, Ролан Гаросу, који је претходно освајао рекордних девет пута. Надал је освојио турнир у Булоњској шуми без изгубљеног сета. Надал је на турниру изгубио укупно 35 гемова, што је други најдоминантнији наступ на неком гренд слему после тријумфа Бјорна Борга на Ролан Гаросу 1978.

Освојивши десету титулу на Ролан Гаросу, Надал је постао први тенисер у мушкој конкуренцији са двоцифреним бројем титула на неком гренд слем турниру. Надал је тријумфом у Паризу освојио своју 15. гренд слем титулу и престигао Пита Сампраса на другом месту по укупном броју освојених гренд слем титула.
На Вимблдону Надал је такмичење завршио поразом у 4. колу од Луксембуржанина Жила Милера, након пет одиграних сетова, Милер је славио са 6-3, 6-4, 3-6, 4-6, 15-13.
У наставку сезоне, Надал је наступао на турнирима у Северној Америци, мастерсима у Монтреалу и Синсинатију. У Канади је Надала већ у трећем колу савладао млади Канађанин Денис Шаповалов, док је у Синсинатију бољи од њега у четвртфиналу био Ник Кириос.
Пошто је Роџер Федерер отказао учешће у Синсинатију због повреде леђа, Надал је по четврти пут постао први тенисер света, престигавши Ендија Марија на чеоној позицији АТП листе, будући да је и Британац отказао турнир због повреде. Надал се на прво место вратио 21. августа 2017, девет година пошто се први пут нашао на тој позицији 18. августа 2008.
Надал је био постављен за првог носиоца на Ју-Ес Опену, последњем гренд слему сезоне. У првом колу био је бољи од српског тенисера Душана Лајовића у три сета, 7-6, 6-2, 6-2. У другом и трећем колу губио је по сет од Тароа Данијела из Јапана и Леонарда Мајера из Аргентине, али је обојицу савладао у четири сета. До полуфинала Надал је стигао лаким победама над Украјинцем Александром Долгополовим, 6-2, 6-4, 6-1, и младим Андрејом Рубјовим, 6-1, 6-2, 6-2, а у полуфиналу се сусрео са дел Потром, који је претходно избацио Роџера Федерера у четвртфиналу.
Надал је славио, иако је изгубио први сет, 4-6, 6-0, 6-3, 6-2. Шпанац се тако пласирао у своје четврто финале у Њујорку и своје 23. гренд слем финале. Његов противник у мечу за титулу био је Јужноафриканац Кевин Андерсон, коме је то било прво финале на највећим турнирима.
Меч је у своју корист решио Надал, 6-3, 6-3, 6-4, и освојио своју 16. гренд слем титулу, другу у 2017.
Победнички низ Надал је наставио и на турниру из серије 500 у Пекингу, где је у финалу савладао Ника Кириоса у два сета. Добре партије наставиле су се и на мастерсу у Шангају, где је Рафа у финалу поражен од Роџера Федерера.
Победом у другом колу Мастерс турнира и Паризу, Надал је обезбедио прво место на крају 2017. године. Надал је тако по четврти пут у каријери годину завршио као светски број један, након што је исто учинио 2008, 2010. и 2013. године.
Надал се изједначио са Новаком Ђоковићем, Иваном Лендлом и Џоном Мекинроом, који су по четири пута годину окончали на првом месту.
На завршном мастерсу у Лондону, Надал је одиграо само један меч против Белгијанца Давида Гофана који је изгубио у три сета. Пошто није успео да се опорави од повреде десног колена, Надал се повукао са турнира, окончавши сезону као први тенисер света.

### 2018. 32. Мастерс титула и 17. гренд слем
Нову сезону Надал је отворио наступом на првом грен слем турниру, Отвореном Првенству Аустралије у Мелбурну где је постављен за првог носиоца. До осмине финала Надал је дошао без изгубљеног сета али је у четвртфиналу био приморан да преда меч Хрвату Марину Чилићу у петом сету због повреде кука.
Иако је планирао да се врати на терен на турниру из серије 500 у Акапулку, Надал се повукао са турнира јер није успео да санира повреду кука. Надал је објавио да се повлачи са оба турнира из Мастерс серије у Индијан Велсу и Мајамију. Претходно је Надал изгубио прво место од Роџера Федерера који је тријумфом на турниру у Ротердаму претекао Шпанца на челу АТП листе. Међутим, Надал се вратио на прво место након Федереровог пораза у другом колу Мајамија.
После неколико месеци паузе, Шпанац се вратио победама у Дејвис купу где је у мечу четвртфинала светске групе репрезентација Шпанија савладала Немачку. Надал је добио оба меча, савладавши Филипа Колшрајбера и Александра Зверева у три сета.
На најбољи могући начин Надал се вратио на терен на својој омиљеној земљаној подлози, освојивши рекордну једанаесту титулу на Мастерс турниру у Монте Карлу. Надал је у кнежевини освојио рекордну 31. мастерс титулу у каријери, чиме је постао најуспешнији тенисер по освојеним турнирима из Мастерс 1000 серије, испред Новака Ђоковића. Освајањем титуле у Монте Карлу, Надал је такође остао на првом месту и отпочео 171. недељу као најбољи тенисер света, чиме је престигао Џона Мекинроа који је на првој позицији провео укупно 170 недеља.
Победнички низ Шпанац је наставио у Барселони, где је освојио своју једанаесту титулу и Риму, где је освојио осму титулу и 32. рекордну мастерс титулу, а укупно 78. у каријери. Надал престигао Џона Мекинроа по броју освојених титула у опен ери, а испред Надала по броју освојених титула су само тројица тенисера, Џими Конорс, Роџер Федерер и Иван Лендл.
Шпанац је забележио 402. победу у каријери на шљаци, уз само 35 пораза, а нови рекорд поставио је освајањем 50 узастопних сетова на земљаној подлози.
На Ролан Гаросу Надал је дошао до своје 17. гренд слем титуле у каријери чиме је изједначио рекорд Маргарет Корт која је освојила 11 титула на Отвореном првенству Аустралије. Тако је Надал постао први тенисер у историји са 11 титула на једном гренд слему и други у историји тениса по броју титула освојених на једном од четири највећа турнира.
У финалу је савладао Аустријанца Доминика Тима са 3:0, по сетовима 6:4, 6:3, 6:2.

### 2019. Титула на Ролан Гаросу и Ју-Ес Опену
У финалу Отвореног првенства Аустралије, Надал је поражен од Новака Ђоковића са 3:0 у сетовима.
Након пораза у финалу Аустралијан Опена, Надал се вратио тенису на турниру у Акапулку, где је поражен од Ника Кириоса у три сета. На мастерс турниру у Индијан Велсу, Шпанац је стигао до полуфинала, али је због повреде био приморан да преда меч великом ривалу Роџеру Федереру.
Почетак сезоне на шљаци показао је да се популарни "Рафа" није сасвим опоравио од повреде, пошто је на мастерс турниру у Монте Карлу поражен од Фабија Фоњинија у два сета, у полуфиналу. Надал је такође играо полуфинала Барселоне (пораз од Аустријанца Доминика Тима), и мастерса у Мадриду, где је поражен од Стефаноса Циципаса.
Своју прву титулу на шљаци у сезони Надал је освојио на мастерсу у Риму, победом над најбољим тенисером света Новаком Ђоковићем, 6:0, 4:6, 6:1. На Ролан Гаросу, Надал је освојио рекордну дванаесту титулу, чиме је постао једини играч у историји тениса са дванаест или више титула на једном гренд слему. Надал је у финалу славио против Доминика Тима са 3:1, у сетовима, 6:3, 5:7, 6:1, 6:1. Новом титулом у Паризу, Надал се приближио Федереровом гренд слем рекорду, са 18, наспрам Швајцарчевих 20 гренд слем титула.
На Вимблдону Надал је поражен у полуфиналу од Роџера Федерера у четири сета. Сезону на бетону Надал је успешно отпочео освојивши рекордну 35-ту мастерс титулу на турниру у Монтреалу, убедљивом победом над Данилом Медведевим у финалу, 6:3, 6:0. На последњем гренд слем турниру у сезони, Ју-Ес Опену, Надал је освојио своју деветнаесту титулу. У финалу је био бољи од Медведева у пет сетова након скоро пет сати игре, 7:5, 6:3, 6:7, 4:6, 6:4. Тиме је Шпанац освојио четврту титулу у Њујорку и приближио се Федереровом рекорду од 20 гренд слем титула.
Касније је остварио полуфинале на турниру у Паризу, чиме је успео да се врати на светски трон.

## Ривалства

### Ривалство са Федерером
Роџер Федерер и Рафаел Надал су професионални тенисери који су држали прве две позиције АТП листе од јула 2005. Федерер је био 1. на свету рекордних 237 узастопних недеља од фебруара 2004, а Надал, који је 5 година млађи, други светски тенисер од јула 2005, оставши ту рекордних 160 узастопних недеља пре него што је престигао Федерера августа 2008.
Играли су један против другог 40 пута, а Надал је добио 24 меча.
Осим тога што су најдуже били бројеви 1 и 2 на АТП листи, постоје још многе занимљивости у вези са њиховим ривалством:
- Од марта 2005. до септембра 2008, њих двојица су успели да освоје 14 од 15 гренд слемова (од Ролан Гаросa 2005 до УС опена 2008, нису освојили само Отворено првенство Аустралије 2008) и 22 од 34 турнира Мастерс серије. У току тог периода, Федерер и Надал су освојили 11 узастопних гренд слемова између себе, почевши од Френч опена 2005 до УС опена 2007. Тако су постали једини пар у историји са три различита гренд слема (2005—2008 Ролан Гарос за Надала, 2003—2007 Вимблдон и 2004—2008 УС опен за Федерера) који су освојили бар четири пута узастопно за време 5 година доминације (2004—2008).
- Роџер Федерер је имао најдоминантнијих 4 година у историји тениса, од Мастерс Купа 2003 до Мастер Купа 2007. Освојио је 43 турнира, укључујући 12 гренд слемова, 4 Мастерс Купа и 13 турнира Мастерс серије. Његов однос победа и пораза је био 320:24, што је укључивало и 6:8 против Надала. Тиме је Надал постао једини тенисер поред Доминика Хрбатија (2:0) који је имао позитиван скор против Федерера.
- Надал је непрестано заустављао Федерера у његовом покушају да освоји Ролан Гарос и тиме укомплетира своје трофеје са гренд слемова. Рафаел Надал је успевао да порази Федерера 4 пута узастопно на шљакастом гренд слему (2005—2008) и то једном у полуфиналу, а три пута у финалу.
- Не само да и Федерер и Надал поседују рекорде по броју узастопних победа на једној подлози (Федерер на трави и бетону, а Надал на шљаци), већ је низ обојице прекинуо онај други.
- Тенисери који су играли један против другог у рекордних 9 гренд слем финала.[71]
- Три узастопне године, њих двојица су играли у финалу Вимблдона и Роланд Гароса плус још два турнира на шљаци у Мастерс серији. Рафаел је освојио све Ролан Гарос турнире и 5 од 6 Мастерса, а Федерер 2 од 3 Вимблдона.
- Њихово финале Вимблдона 2008, многи тениски критичари прогласили су за најбољи меч у историји.[32][33]
- Многи људи сматрају да је њихово ривалство највеће у историји тениса.[33][72][73]

### Ривалство са Ђоковићем
Надал је играо против Ђоковића 59 пута, а добио је 29 мечева. Он води са 20:8 на шљаци, на трави је 2:2, док је на тврдој подлози 20:7 за Ђоковића. Између 2006. и 2010. ово ривалство је било у сенци ривалства Федерер—Надал, али је постало све примећеније током 2011. и 2012. и сматра се да би могло постати једно од највећих у историји.
На крају 2010. Надал је прилично убедљиво водио у међусобним сусретима са 16:7, али је током 2011. Ђоковић победио у свих шест њихових сусрета, који су сви били у финалима турнира, од тога два гренд слема. Свој низ је продужио и следеће године, кад су ова два тенисера на Отвореном првенству Аустралије одиграла најдуже финале неког гренд слема у историји, од 5 сати и 53 минута. Ђоковић је тада стигао до своје седме узастопне победе над Надалом, што никоме до тада није успело. Надал је прекинуо Ђоковићев низ током сезоне шљаке, кад га је победио у финалима Монте Карла, Рима и на Ролан Гаросу, освојивши тако рекордну седму титулу. Тим финалом њих двојица постали су други пар у историји који се састао на четири узастопна финала гренд слем турнира (после сестара Вилијамс). У том домену Надал води са 5:4, док у финалима свих турнира води Ђоковић 16:13.
Ђоковић и Федерер су једини тенисери који су победили Надала преко 10 пута, Ђоковић има 30 победа (Федерер га је победио 16 пута). Такође, Ђоковић је једини који је победио Надала на шљаци три пута заредом (Монте Карло и Ролан Гарос 2015, Рим 2016) и једини који га је победио осам пута на тој подлози (од тога четири пута у финалу турнира).
- Рекорди
- Најдуже ривалство у историји тениса (59 мечева у Опен ери)
- Једини играчи у историји Опен ере који су се сусрели на сва четири Гренд слем финала
- Једини играчи у историји Опен ере који су одиграли сва четири Гренд слем финала у низу
- Тенисери који су играли један против другог у рекордних 9 гренд слем финала
- Рекорд од 14 финала који су одиграли један против другог на АТП Мастерс 1000
- Рекорд од 29 мечева који су одиграли један против другог на АТП Мастерс 1000
- Најдуже Гренд слем финале у историји Опен ере (финале Аустралијан Опена 2012)
- Најдужи меч у историји Опен ере на Аустралијан Опену
- Најдужи АТП меч у два добијена сета у Опен ери (са тај брејком у одлучујућем сету) који је трајао 4 сата и 3 минута, на мастерсу у Мадриду 2009.[74]

## Стил игре
Надал има карактеристичан форхенд топспин, а познат је по томе што је упоран у намери да врати сваку лопту. Познат је по изврсној физичкој кондицији, захваљујући којој држи квалитет игре и након неколико сати. Врло је добар и у противнападима.
Иако је деснорук, Надал игра левом руком (због чега и има карактеристичан топспин приликом форхенда). У његовим раним годинама је његов стриц и тренер Тони Надал закључио како би његов двоструки бекхенд могао бити још бољи са снажном десном руком, па је Рафаела научио да користи леву руку.
Надалова серија победа на земљи (након победе над Роџером Федерером 1:6, 6:1, 6:4, 7:6(4) у финалу Ролан Гароса 2006.) је дошла до 81 узастопних мечева, што представља најдужу серију победа на земљи међу мушкарцима у тениској опен ери. Надал је претходно делио рекорд с 53 победе Гиљерма Виласа. Када је држао тај рекорд, још је био тинејџер. Крис Еверт држи рекорд (међу оба пола) од 125 мечева. Тај низ прекинуо је Роџер Федерер на турниру Мастерс серије у Хамбургу 2007. године победивши у финалу са 2:6, 6:2, 6:0.

## Опрема
Надал носи опрему фирме Најки, а користи Баболат рекете. Такође рекламира марку аутомобила Кија моторс.

## Приватни живот
Надал је страствени обожавалац фудбала и навијач Реал Мадрида. Када је фудбалска репрезентација Шпаније 29. јуна 2008. освојила златну медаљу на ЕП у фудбалу 2008, Надал је целу ноћ славио са својим колегом и пријатељем Фелисијаном Лопезом, а за магазин Тајмс је изјавио да му је „то један од најлепших дана у животу“. Уочи Отвореног првенства Америке 2006, Надал је играо егзибициони меч са некадашњом руском тенисерком Аном Курњиковом против Роџера Федерера и Мартине Навратилове. Приходи су ишли у хуманитарне сврхе.
Карлос Моја је његов добар пријатељ, који га је својевремено и тренирао. Рафаел Надал забавља се са девојком по имену Марија Франциска Перело. Познати слоган његових навијача је Напред Рафа! (шп. Vamos Rafa!).

## Статистике каријере

### Учинак на гренд слем турнирима
| Легенда | Легенда                                    | Легенда | Легенда                          |
| ------- | ------------------------------------------ | ------- | -------------------------------- |
| О/И     | однос освајања турнира и играња на турниру | Поб–пор | однос побједа и пораза           |
| НО      | турнир није одржан те године               | Н       | није учествовао на турниру       |
| КВ      | изгубио у квалификацијама                  | 1К      | изгубио у првом колу             |
| 2К      | изгубио у другом колу                      | 3К      | изгубио у трећем колу            |
| 4К      | изгубио у четвртом колу                    | ГФ      | изгубио у групној фази такмичења |
| ЧФ      | изгубио у четвртфиналу                     | ПФ      | изгубио у полуфиналу             |
| Ф       | изгубио у финалу                           | П       | освојио турнир                   |

| Турнири            | 2002. | 2003. | 2004. | 2005. | 2006. | 2007. | 2008. | 2009. | 2010. | 2011. | 2012. | 2013. | 2014. | 2015. | 2016. | 2017. | 2018. | 2019. | 2020. | 2021. | 2022. | 2023. | О/И     | Поб:пор | %      |
| ------------------ | ----- | ----- | ----- | ----- | ----- | ----- | ----- | ----- | ----- | ----- | ----- | ----- | ----- | ----- | ----- | ----- | ----- | ----- | ----- | ----- | ----- | ----- | ------- | ------- | ------ |
| Гренд слем турнири |       |       |       |       |       |       |       |       |       |       |       |       |       |       |       |       |       |       |       |       |       |       |         |         |        |
| ОП Аустралије      | Н     | Н     | 3К    | 4К    | Н     | ЧФ    | ПФ    | П     | ЧФ    | ЧФ    | Ф     | Н     | Ф     | ЧФ    | 1К    | Ф     | ЧФ    | Ф     | ЧФ    | ЧФ    | П     | 2К    | 2 / 18  | 77:16   | 82,80% |
| Ролан Гарос        | Н     | Н     | Н     | П     | П     | П     | П     | 4К    | П     | П     | П     | П     | П     | ЧФ    | 3К    | П     | П     | П     | П     | ПФ    | П     | Н     | 14 / 18 | 112:3   | 97,39% |
| Вимблдон           | Н     | 3К    | Н     | 2К    | Ф     | Ф     | П     | Н     | П     | Ф     | 2К    | 1К    | 4К    | 2К    | Н     | 4К    | ПФ    | ПФ    | НО    | Н     | ПФ    | Н     | 2 / 15  | 58:12   | 82,86% |
| ОП САД             | Н     | 2К    | 2К    | 3К    | ЧФ    | 4К    | ПФ    | ПФ    | П     | Ф     | Н     | П     | Н     | 3К    | 4К    | П     | ПФ    | П     | Н     | Н     | 4К    | Н     | 4 / 16  | 67:12   | 84,81% |
| Поб:пор на ГС      | 0:0   | 3:2   | 3:2   | 13:3  | 17:2  | 20:3  | 24:2  | 15:2  | 25:1  | 23:3  | 14:2  | 14:1  | 16:2  | 11:4  | 5:2   | 23:2  | 21:3  | 24:2  | 11:1  | 9:2   | 22:1  | 1:1   | 22 / 67 | 314:43  | 87,96% |

### Гренд слем финала

#### Појединачно: 30 (22:8)
| Исход     | Бр. | Година | Турнир                            | Подлога | Противник          | Резултат                           |
| --------- | --- | ------ | --------------------------------- | ------- | ------------------ | ---------------------------------- |
| Победник  | 1.  | 2005.  | Ролан Гарос                       | Шљака   | Маријано Пуерта    | 6:7(6:8), 6:3, 6:1, 7:5            |
| Победник  | 2.  | 2006.  | Ролан Гарос (2)                   | Шљака   | Роџер Федерер      | 1:6, 6:1, 6:4, 7:6(7:4)            |
| Финалиста | 1.  | 2006.  | Вимблдон                          | Трава   | Роџер Федерер      | 0:6, 6:7(5:7), 7:6(7:2), 3:6       |
| Победник  | 3.  | 2007.  | Ролан Гарос (3)                   | Шљака   | Роџер Федерер      | 6:3, 4:6, 6:3, 6:4                 |
| Финалиста | 2.  | 2007.  | Вимблдон (2)                      | Трава   | Роџер Федерер      | 6:7(7:9), 6:4, 6:7(3:7), 6:2, 2:6  |
| Победник  | 4.  | 2008.  | Ролан Гарос (4)                   | Шљака   | Роџер Федерер      | 6:1, 6:3, 6:0                      |
| Победник  | 5.  | 2008.  | Вимблдон                          | Трава   | Роџер Федерер      | 6:4, 6:4, 6:7(5:7), 6:7(8:10), 9:7 |
| Победник  | 6.  | 2009.  | Отворено првенство Аустралије     | Тврда   | Роџер Федерер      | 7:5, 3:6, 7:6(7:3), 3:6, 6:2       |
| Победник  | 7.  | 2010.  | Ролан Гарос (5)                   | Шљака   | Робин Седерлинг    | 6:4, 6:2, 6:4                      |
| Победник  | 8.  | 2010.  | Вимблдон (2)                      | Трава   | Томаш Бердих       | 6:3, 7:5, 6:4                      |
| Победник  | 9.  | 2010.  | Отворено првенство САД            | Тврда   | Новак Ђоковић      | 6:4, 5:7, 6:4, 6:2                 |
| Победник  | 10. | 2011.  | Ролан Гарос (6)                   | Шљака   | Роџер Федерер      | 7:5, 7:6(7:3), 5:7, 6:1            |
| Финалиста | 3.  | 2011.  | Вимблдон (3)                      | Трава   | Новак Ђоковић      | 4:6, 1:6, 6:1, 3:6                 |
| Финалиста | 4.  | 2011.  | Отворено првенство САД            | Тврда   | Новак Ђоковић      | 2:6, 4:6, 7:6(7:3), 1:6            |
| Финалиста | 5.  | 2012.  | Отворено првенство Аустралије     | Тврда   | Новак Ђоковић      | 7:5, 4:6, 2:6, 7:6(7:5), 5:7       |
| Победник  | 11. | 2012.  | Ролан Гарос (7)                   | Шљака   | Новак Ђоковић      | 6:4, 6:3, 2:6, 7:5                 |
| Победник  | 12. | 2013.  | Ролан Гарос (8)                   | Шљака   | Давид Ферер        | 6:3, 6:2, 6:3                      |
| Победник  | 13. | 2013.  | Отворено првенство САД (2)        | Тврда   | Новак Ђоковић      | 6:2, 3:6, 6:4, 6:1                 |
| Финалиста | 6.  | 2014.  | Отворено првенство Аустралије (2) | Тврда   | Станислас Вавринка | 3:6, 2:6, 6:3, 3:6                 |
| Победник  | 14. | 2014.  | Ролан Гарос (9)                   | Шљака   | Новак Ђоковић      | 3:6, 7:5, 6:2, 6:4                 |
| Финалиста | 7.  | 2017.  | Отворено првенство Аустралије (3) | Тврда   | Роџер Федерер      | 4:6, 6:3, 1:6, 6:3, 3:6            |
| Победник  | 15. | 2017.  | Ролан Гарос (10)                  | Шљака   | Станислас Вавринка | 6:2, 6:3, 6:1                      |
| Победник  | 16. | 2017.  | Отворено првенство САД (3)        | Тврда   | Кевин Андерсон     | 6:3, 6:3, 6:4                      |
| Победник  | 17. | 2018.  | Ролан Гарос (11)                  | Шљака   | Доминик Тим        | 6:4, 6:3, 6:2                      |
| Финалиста | 8.  | 2019.  | Отворено првенство Аустралије (4) | Тврда   | Новак Ђоковић      | 3:6, 2:6, 3:6                      |
| Победник  | 18. | 2019.  | Ролан Гарос (12)                  | Шљака   | Доминик Тим        | 6:3, 5:7, 6:1, 6:1                 |
| Победник  | 19. | 2019.  | Отворено првенство САД (4)        | Тврда   | Данил Медведев     | 7:5, 6:3, 5:7, 4:6, 6:4            |
| Победник  | 20. | 2020.  | Ролан Гарос (13)                  | Шљака   | Новак Ђоковић      | 6:0, 6:2, 7:5                      |
| Победник  | 21. | 2022.  | Отворено првенство Аустралије (2) | Тврда   | Данил Медведев     | 2:6, 6:7(5:7), 6:4, 6:4, 7:5       |
| Победник  | 22. | 2022.  | Ролан Гарос (14)                  | Шљака   | Каспер Руд         | 6:3, 6:3, 6:0                      |

### Учинак на завршном првенству сезоне
| Турнир                   | 2002.                | 2003.                | 2004.                | 2005. | 2006. | 2007. | 2008. | 2009. | 2010. | 2011. | 2012. | 2013. | 2014. | 2015. | 2016. | 2017. | 2018. | 2019. | 2020. | 2021. | 2022. | 2023. | О/И    | Поб:пор | %      |
| ------------------------ | -------------------- | -------------------- | -------------------- | ----- | ----- | ----- | ----- | ----- | ----- | ----- | ----- | ----- | ----- | ----- | ----- | ----- | ----- | ----- | ----- | ----- | ----- | ----- | ------ | ------- | ------ |
| Завршно првенство сезоне |                      |                      |                      |       |       |       |       |       |       |       |       |       |       |       |       |       |       |       |       |       |       |       |        |         |        |
| Мастерс куп              | Није се квалификовао | Није се квалификовао | Није се квалификовао | Н     | ПФ    | ПФ    | Н     | ГФ    | Ф     | ГФ    | Н     | Ф     | Н     | ПФ    | Н     | ГФ    | Н     | ГФ    | ПФ    | НСК   | ГФ    | НСК   | 0 / 11 | 21:18   | 53,85% |

### Финала завршног првенства сезоне

#### Појединачно: 2 (0:2)
| Исход     | Бр. | Година | Турнир | Подлога   | Противник     | Резултат      |
| --------- | --- | ------ | ------ | --------- | ------------- | ------------- |
| Финалиста | 1.  | 2010.  | Лондон | Тврда (д) | Роџер Федерер | 3:6, 6:3, 1:6 |
| Финалиста | 2.  | 2013.  | Лондон | Тврда (д) | Новак Ђоковић | 3:6, 4:6      |